# Hyssia cavernosa
Hyssia cavernosa là một loài bướm đêm trong họ Noctuidae.